# تاريخ يوسف من مخطوطة شرقية
تاريخ يوسف من مخطوطة شرقية أو كتاب فايقة كروازييه عربي 10 أو مخطوطة جنيف لبر وفيدس 1989 (بالفرنسية: L'histoire de Joseph d'après un manuscrit oriental) هو كتاب فرنسي لتحليل وترجمة رواية شعرية عربية غير محررة سابقًا عن النبي يوسف وُجدت في مخطوطة في مكتبة جنيف [الإنجليزية] بسويسرا، ورقمها (MS oriental 13).

## تاريخ المخطوطة العربية
أخذ جان جوزيف مارسيل المخطوطة من مصر أثناء رحلة استكشافية قام بها نابليون بونابرت هناك. يبدو أن النص قد ألَّفه أحمد بن عيسى، وهو مسلم بلا شك، في مصر عام 973 هـ / 1565 م، وأكمل نسخ المخطوطة الباقية من نفس الشخص في مخطوطة رمضان 1118 هـ (على الرغم من أن المخطوطة تقرأ "118") / 13 كانون الأول 1706 م. في حين أن النص يعتمد بشكل أساسي على سورة يوسف القرآنية، يمكن القول أن النص من نوع يوسف وزليخا [الإنجليزية] ، حيث يدعي أنه بينما كان عبدًا في مصر تزوج يوسف في النهاية من مغويته المحتملة زليخا، زوجة سيده، بعد وفاته.

## ملخص الكتاب
في الفصل الأول، يدرس كرواسير المخطوطة ومؤلفها، والنوع الأدبي للقصة ، ومصادر وتطور تاريخ يوسف، ويوضح الاختلافات بين العديد من الإصدارات الرئيسة لقصة يوسف في جدول (ص 112). (32–45). ويتناول الفصل الثاني الموضوعات الدينية في النص المدروس، مع التركيز على توحيد الله، ويوسف كنبي من أنبياء الله، والتوبة، والوحي. أما الثالث فيتناول محتواه الأدبي، بما في ذلك جوانبه السيرة الذاتية، وأسلوب السرد، والتفاصيل النحوية والمعجمية، والعروض. الفصل الرابع هو ترجمة مشروحة للنص (بدون طبعة عربية؛ ص 103–238).